# Lucía Guilmáin
Lucía Gutiérrez Puerta  (Ciudad de México, 3 de agosto de 1942 - Ib., 15 de febrero de 2021) conocida por su nombre artístico Lucía Guilmáin, fue una actriz mexicana, que inició su carrera artística en la década de los 60.

## Carrera artística
Hija de Ofelia Guilmáin y hermana de los actores Juan Ferrara y Esther Guilmáin.
Lucía Guilmáin comenzó su carrera como actriz durante la década de los sesenta, en películas como Río Hondo (1965), Los bien amados (1965), Especialista en chamacas (1965), entre otras. Posteriormente actuó en películas como Presagio (1975), Las fuerzas vivas (1975), Longitud de guerra (1976) y El costo de la vida (1989).  
Lucía Guilmáin también actuó en telenovelas como Entre brumas (1973), Los bandidos de Río Frío (1976), Marcha nupcial (1977), Juegos del destino (1981), Por amor (1981), Un solo corazón (1983), La gloria y el infierno (1986), Días sin luna (1990), Milagro y magia (1991), La dueña (1995), Marisol (1996), La antorcha encendida (1996), Desencuentro (1997), Vivo por Elena (1998), ¡Amigos x siempre! (2000), Aventuras en el tiempo (2001), Misión S.O.S. aventura y amor (2004). Tras cinco años retirada del mundo artístico, regresó a las telenovelas participando en Corazón salvaje (2009) con el personaje de la gitana Griselda. 
En 2012 participó en la telenovela Un refugio para el amor con el papel de Brigida, una malvada ama de llaves que le hace la vida imposible a Luciana, la protagonista de la historia, papel interpretado por Zuria Vega.
Entre 2019 y 2020 protagonizó "La casa de Bernarda Alba", en los teatros Venustiano Carranza, el Rafael Solana y el de la República. Por su actuación como Bernarda en este montaje, recibió el premio APT como mejor actriz en una obra dramática en 2020.
Falleció el 15 de febrero de 2021, a los 78 años. El actor y comediante Jorge Ortiz de Pinedo confirmó en Twitter la noticia de su deceso. Más tarde, su hermano Juan reveló que falleció debido al COVID-19.

## Filmografía

### Cine
- Agua de Arrayán (2021)
- Más negro que la noche (2014) .... Tía Ofelia[10]
- El costo de la vida (1989)
- Longitud de guerra (1976)
- Las fuerzas vivas (1975)
- Presagio (1975)
- La casa de Bernarda Alba (1974) .... Martirio
- Al fin a solas (1969)
- Mil máscaras (1969)
- Ensayo de una noche de bodas (1968)
- Báñame, mi amor (1968)
- Damiana y los hombres (1967)
- El planeta de las mujeres invasoras (1966) .... Invasora encargada de vigilantes
- El indomable (1966)
- Lanza tus penas al viento (1966) .... Hija de don Bernardo
- Despedida de soltera (1966) .... Masajista
- Especialista en chamacas (1965)
- Los bien amados (1965) .... Invitada en la fiesta
- Río Hondo (1965)

### Televisión
- Una familia de diez (2019)[11]
- El hotel de los secretos (2016) ....Doña Consuelo Escandón
- Amor de barrio (2015) .... María José
- Un refugio para el amor (2012) .... Brígida
- Como dice el dicho (2012) .... Sor Agustina (1 episodio: "Ni tanto que queme al santo...")
- Corazón salvaje (2009-2010) .... Griselda
- María de Todos los Ángeles (2009) .... Doña Juana (1 episodio: "El rap de Doña Juana")
- La rosa de Guadalupe (2008) .... Paca (2 episodio: "Con los ojos del alma"), (Un modelo de amor - Brígida), (Por tu bien - Margot) , (El niño - Tina).
- La familia P. Luche (2007).... Justina (1 episodio: "Regresen a mis hijos")
- Misión S.O.S. aventura y amor (2004-2005) .... Ramona Acevedo
- Aventuras en el tiempo (2001) .... Srta. Crecencia Amargura de Limón.
- ¡Amigos x siempre! (2000) .... Maestra Victoria[12]
- El privilegio de amar (1998-1999) .... Compañera de habitación de Ana Joaquina en el hospital de la prisión
- Vivo por Elena (1998) .... Enedina
- Desencuentro (1997-1998) .... Laura
- La antorcha encendida (1996) .... China Poblana
- Marisol (1996) .... Romualda Martínez
- La dueña (1995) .... Consuelo
- Milagro y magia (1991) .... Macaria
- Días sin luna (1990) .... Lourdes
- La gloria y el infierno (1986) .... Concha
- Un solo corazón (1983-1984) .... Amelia
- Por amor (1981-1982) .... Paulina
- Juegos del destino (1981-1982) .... Gabriela
- Marcha nupcial (1977-1978) .... Lucila
- Los bandidos de Río Frío (1976) .... Juliana
- Entre brumas (1973) .... Mary